# Deutsche Fechtmeisterschaften 1964
Bei den Deutschen Fechtmeisterschaften 1964 wurden Einzel- und Mannschaftswettbewerbe in den Disziplinen Herrendegen, Herrensäbel und Herrenflorett ausgetragen. Bei den Damen wurde nur Florett gefochten. Die Meisterschaften wurden vom Deutschen Fechter-Bund organisiert.

## Herren

### Florett (Einzel)
| Platz | Sportler           | Verein           |
| ----- | ------------------ | ---------------- |
| 1     | Jürgen Brecht      | FCK Ludwigshafen |
| 2     | Jürgen Theuerkauff | OFC Bonn         |
| 3     | Tim Gerresheim     | FCR Hamburg      |

### Florett (Mannschaft)
| Platz | Verein                 | Sportler |
| ----- | ---------------------- | -------- |
| 1     | OFC Bonn               |          |
| 2     | FCR Hamburg            |          |
| 3     | TSV Tauberbischofsheim |          |

### Degen (Einzel)
| Platz | Sportler         | Verein            |
| ----- | ---------------- | ----------------- |
| 1     | Paul Gnaier      | Heidenheimer SB   |
| 2     | Max Geuter       | TV 1860 Frankfurt |
| 3     | Fritz Zimmermann | DFC Düsseldorf    |

### Degen (Mannschaft)
| Platz | Verein          | Sportler |
| ----- | --------------- | -------- |
| 1     | Heidenheimer SB |          |
| 2     | SC Rei Koblenz  |          |
| 3     | DFC Düsseldorf  |          |

### Säbel (Einzel)
| Platz | Sportler           | Verein      |
| ----- | ------------------ | ----------- |
| 1     | Walter Köstner     | MTV München |
| 2     | Dieter Wellmann    | OFC Bonn    |
| 3     | Jürgen Theuerkauff | OFC Bonn    |

### Säbel (Mannschaft)
| Platz | Verein         | Sportler |
| ----- | -------------- | -------- |
| 1     | OFC Bonn       |          |
| 2     | SC Rei Koblenz |          |
| 3     | FSG Iserlohn   |          |

## Damen

### Florett (Einzel)
| Platz | Sportler              | Verein                |
| ----- | --------------------- | --------------------- |
| 1     | Heidi Schmid          | TSV Schwaben Augsburg |
| 2     | Helga Mees            | TB Saarbrücken        |
| 3     | Rosemarie Scherberger | TS Freiburg           |

### Florett (Mannschaft)
| Platz | Verein              | Sportler                                         |
| ----- | ------------------- | ------------------------------------------------ |
| 1     | Fechtclub Offenbach | Becker Grützner Knapp Schäfer-Gundlach Frotscher |
| 2     | SC Rei Koblenz      |                                                  |
| 3     | OFC Bonn            |                                                  |